# Jan Versleijen
Johannes Martinus Maria Versleijen (* 29. Dezember 1955 in Venlo), auch bekannt als Jan Versleijen, ist ein ehemaliger niederländischer Fußballtrainer.

## Karriere
1982 wurde Versleijen beim Zweitligisten FC Wageningen als Trainer eingestellt. Im 1990 wurde er Trainer von Go Ahead Eagles Deventer. 1991/92 stieg Go Ahead Eagles nach den Play-offs in die erste Liga auf. Von 1993 bis 1996 war er außerdem noch bei den Vereinen BV De Graafschap, FC Dordrecht und VVV-Venlo unter Vertrag. 1997 wechselte er zum japanischen Erstligisten JEF United Ichihara. 1998 erreichte er das Finale des J.League Cup. 1999 kehrte er nach Niederlande zurück. 2001 wechselte er nach Vorderasien. Hier trainierte er bis 2008 für al-Jazira Club (Vereinigte Arabische Emirate), al-Ettifaq (Saudi-Arabien), al-Shaab (Vereinigte Arabische Emirate) und al-Wahda (Saudi-Arabien).